# Antoni Strzałecki
Antoni Jan Strzałecki (ur. 10 stycznia 1844 w Warszawie, zm. 25 kwietnia 1934 tamże) – polski malarz, konserwator zabytków, dekorator i kolekcjoner dzieł sztuki. Uczestnik powstania styczniowego.

## Życiorys
Był uczestnikiem powstania styczniowego. Studiował w Warszawie malarstwo sztalugowe, a potem w Wiedniu, Paryżu i Rzymie malarstwo dekoracyjne. Po odzyskaniu przez Polskę niepodległości został awansowany do stopnia podporucznika weterana Wojska Polskiego.
Odnawiał polichromie na Zamku Królewskim w Warszawie, w Łazienkach i innych obiektach zabytkowych. W kamienicy pod Gigantami zgromadził ogromne zbiory malarstwa, mebli i ceramiki, militariów. Dużą część swojej kolekcji przekazał później Muzeum Narodowemu w Warszawie.
W 1930 roku został odznaczony Krzyżem Niepodległości. Był także odznaczony Krzyżem Walecznych.
Został pochowany na warszawskich Powązkach (kw. C-6-14).

## Rodzina
Brat malarzy Wandalina i Jana Michała Strzałeckich, ojciec malarza Zygmunta Wincentego.